# Shiro Teshima
Shiro Teshima (手島 志郎 Teshima Shirō?,  26 de febrero de 1907 en Taipéi, dominio japonés de Taiwán - 6 de noviembre de 1982) fue un futbolista japonés que se desempeñaba como delantero.
Teshima fue elegido para integrar la selección nacional de Japón para los Juegos del Lejano Oriente de 1930, donde disputó 2 encuentros y marcó 2 goles.

## Trayectoria

### Clubes
| Club                          | País  | Año  |
| ----------------------------- | ----- | ---- |
| Universidad Imperial de Tokio | Japón | ???? |

### Selección nacional
| Selección | País  | Año  |
| --------- | ----- | ---- |
| Absoluta  | Japón | 1930 |

## Estadística de equipo nacional
| Selección de Japón | Selección de Japón | Selección de Japón |
| Año                | Part.              | Goles              |
| ------------------ | ------------------ | ------------------ |
| 1930               | 2                  | 2                  |
| Total              | 2                  | 2                  |

## Palmarés

### Distinciones individuales
| Distinción                                      | Año  |
| ----------------------------------------------- | ---- |
| Inducido al Salón de la Fama del fútbol japonés | 2008 |